# Plaza del Conde de Cheste
La plaza del Conde de Cheste es un espacio público de la ciudad española de Segovia.

## Descripción
La plaza, que se encuentra encajonada entre las calles de San Agustín y de San Juan, alberga el palacio de los Marqueses de Quintanar y la casa de las Cadenas. El título actual honra al político y poeta Juan Manuel González de la Pezuela y Ceballos (1810-1906), pero, antes de ostentarlo, el lugar tuvo también los de «plazuela de San Pablo» —por una iglesia de ese nombre que existía en el lugar— y «plazuela de Colmenares». Aparece descrita en Las calles de Segovia (1918) de Mariano Sáez y Romero con las siguientes palabras:

Conde de Cheste (Plazuela del).—Se halla situada entre las calles de San Agustín y de San Juan. Antiguamente se llamaba de San Pablo, por tener en su lado occidental la iglesia de este nombre, derribada hace unos cuarenta años. Era un templo muy pequeño, de graciosa portada bizantina, un ábside liso con labrada ventana, torre alta con arcos de ladrillo. Su capilla mayor perteneció a la casa de Contreras. En el sitio que ocupaba hay ahora un diminuto y bien cuidado jardín. Se llamó después por poco tiempo Plazuela de Colmenares y ahora éste con que la conocemos. D. Juan Manuel de la Pezuela y Ceballos, conde de Cheste, nació en Lima en 16 de mayo de 1810, siendo su padre virrey del Perú. [...] En sus últimos años pasaba grandes temporadas en Segovia donde era querido y respetado. Era la primera figura en los centros oficiales, procesiones solemnes y manifestaciones del sentir público de la Ciudad, y a Segovia trajo en varias ocasiones buen número de literatos a las fiestas académicas que aquí se celebraban. Esta plazuela recuerda el clásico vivir de la antigua nobleza segoviana, con sus casas extensas, de grandes dependencias, torreones para la defensa cuando fuera menester, sus portadas artísticas, escudos heráldicos, sus balcones y rejas de hierros con labores y volutas y con todos los elementos que en las épocas de la preponderancia de Segovia en los siglos XV, XVI y XVII, mostraban la riqueza e hidalguía de sus dueños no sólo en la Ciudad sino en toda Castilla. Pocas casas posee el contorno de la plazuela, que no es pequeña; las casas de Quintanar, la antigua de Segovia la más histórica de todas, la de Lozoya, la de Cheste, la de Peñalosa, la de Maldonado, la de uceda y antes cerca de la Puerta de San Juan la de Antón de Cáceres.
(Sáez y Romero, 1918, pp. 42-44)